# Collonges (Franciaország)
Collonges egy település Franciaországban, Ain megyében. Lakosainak száma 2260 fő (2022. január 1.). Collonges Confort, Farges, Léaz, Pougny, Chevrier, Vulbens, Valserhône és Coupy községekkel határos.

## Népesség
A település népességének változása:
| Lakosok száma | 901  | 926  | 1000 | 1221 | 2104 | 2195 | 2219 | 2226 | 2230 | 2260 |
|               | 1968 | 1982 | 1990 | 2006 | 2013 | 2015 | 2017 | 2019 | 2020 | 2022 |